# Lispe armeniaca
Lispe armeniaca este o specie de muște din genul Lispe, familia Muscidae, descrisă de Canzoneri et Meneghini în anul 1972. Conform Catalogue of Life specia Lispe armeniaca nu are subspecii cunoscute.